# Pawłowo (Bruk)
Pawłowo – przysiółek wsi Bruk w Polsce, położony w województwie pomorskim, w powiecie sztumskim, w gminie Dzierzgoń.
Wchodzi w skład sołectwa Bruk.
W latach 1975–1998 przysiółek należał administracyjnie do województwa elbląskiego.